# Giorgio Cavazzano
Giorgio Cavazzano (ur. 19 października 1947 w Wenecji) – włoski rysownik, obecnie jeden z najpopularniejszych w Europie twórców komiksów z postaciami znanymi z uniwersum Kaczora Donalda oraz Myszki Miki.
Od najmłodszych lat wiedział, że chce zostać rysownikiem, pierwsze swoje prace publikował już w dzieciństwie. W 1961 roku, w wieku zaledwie 14 lat, dzięki rekomendacji swego kuzyna, Luciano Capitanio, został asystentem jednego z najsłynniejszych pracujących dla Disneya twórców, Romano Scarpy. W 1967, nie przerywając współpracy ze Scarpą, rozpoczął, od kilku komiksów z udziałem Kaczora Donalda, solową karierę. Cztery lata później, w 1971, współpraca ze Scarpą dobiegła końca, od tego czasu Giorgio Cavazzano, uznany już twórca, mógł poświęcić się tworzeniu swoich własnych prac. W następnych latach światło dzienne ujrzały m.in. cykle Walkie e Talkie, Oscar e Tango oraz Smalto e Johnny.
W latach 1974 – 1979, wspólnie ze scenarzystą Tiziano Sclavi, tworzył cykl komiksowy Altei e Jonson, z tego okresu pochodzą również inne dzieła: I Ranger oraz Slim Norton. W 1979 nawiązał mającą trwać wiele lat współpracę z francuskim scenarzystą François Corteggianim, efektem czego były dwa bestsellerowe cykle: wydawany na łamach niemieckiej gazety "Zack" Silas Finn oraz drukowany we francuskim "Pif" Capitan Rogers (pierwsze odcinki "Capitana", stworzone wspólnie z Giorgio Pezzinem, ukazywały się na łamach włoskiego "Il Giornalino").
Pracując nad kolejnymi komiksami (m.in. Pif le Chien, Pifou oraz Timothée Titan) Artysta nie zaniedbywał swojej macierzystej wytwórni Disneya. W ciągu lat powstawały kolejne komiksy z udziałem "kaczych" (głównie Donaldem i Sknerusem McKwaczem) oraz "mysich" bohaterów. Na zlecenie gazety Le Journal de Mickey stworzył komiksowe adaptacje filmów "Wielki mysi detektyw" oraz "Bernard i Bianka".
W 2002, na zlecenie włoskiej filii "Playboya", rysował przeznaczony dla pełnoletnich czytelników komiks Big Bazoon, na łamach legendarnej gazety "Spirou" publikował serie Oran et Outang oraz C'Est la Jungle. Obecnie Giorgio Cavazzano wciąż współpracuje z Disneyem (do dziś narysował dla tego wydawnictwa już blisko 5000 dzieł), w 2006 rozpoczął pracę nad nowym cyklem noszącym tytuł Jungle Town.
Twórczość Cavazzano, w szczególności jej disneyowska część, jest dobrze znana w Polsce, jego "kacze" prace stale drukowane są na łamach miesięcznika "Gigant Poleca". Jest on, obok Flemminga Andersena i Massimo Fecchiego, najczęściej "występującym" na stronach tego czasopisma rysownikiem.

## Lista komiksów na dane czasopismo w Polsce
- Gigant Poleca – 66 prac
- Komiks Gigant – 15 prac
- MegaGiga – 20 prac
- Gigant Extra – 13 prac
- Kaczor Donald – 1 praca
- Donald i Spółka – 5 prac